# パナソニック LUMIX DMC-G2

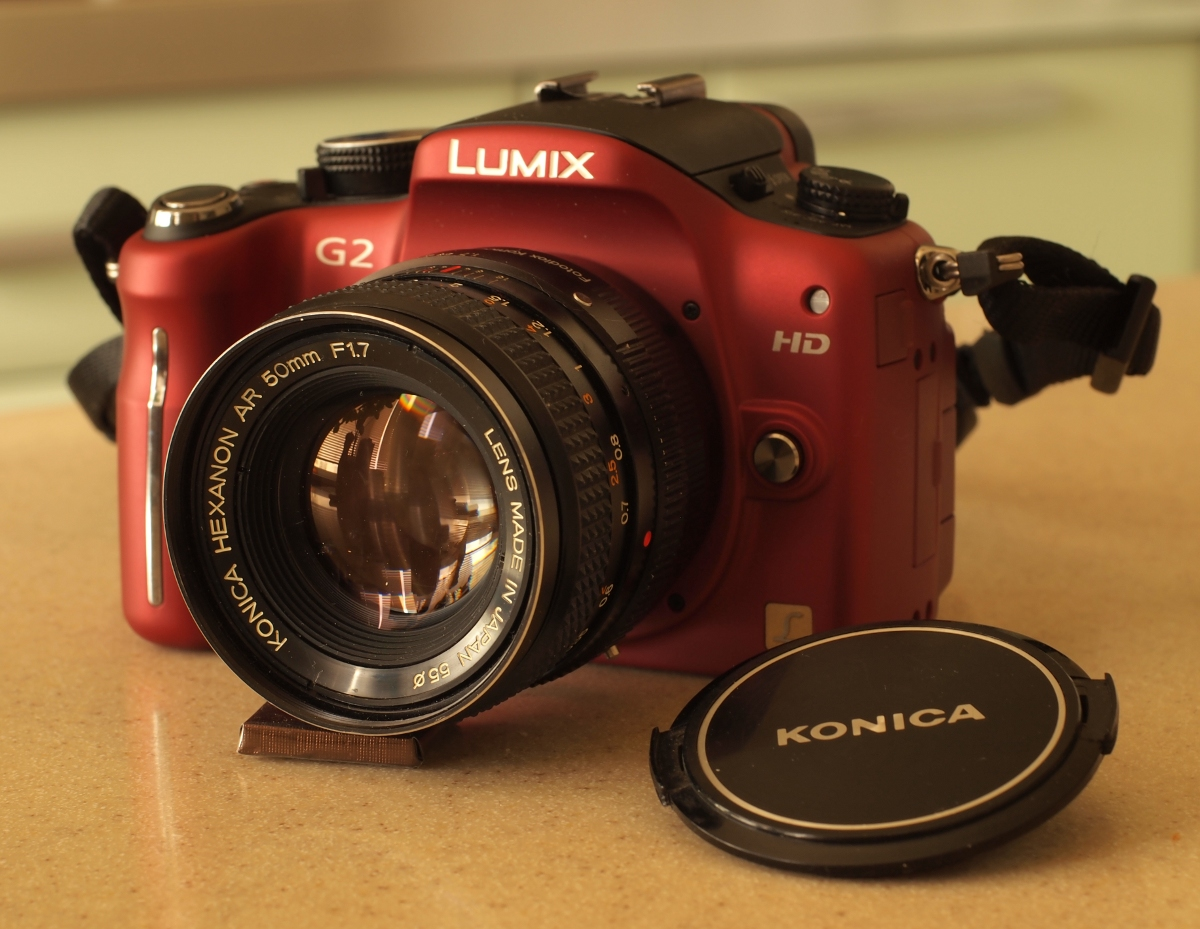
Panasonic G2 + Konica Hexanon 50 F1.7

LUMIX DMC-G2は、2010年〈平成22年〉4月28日にパナソニックから発売されたデジタル一眼カメラ（ミラーレス一眼カメラ）である。

## 概要
外観は2008年10月発売のDMC-G1を踏襲しつつ、新たにタッチパネル式液晶モニターを採用し、2009年9月発売のDMC-GF1同様、AVCHD Lite形式の1,280×720ピクセル/30fpsのハイビジョン動画記録にも対応する。内蔵マイクはモノラルだが外部マイク端子接続でステレオ録音可能。静止画撮影時にも周囲の音声を同時収録出来る。撮像素子はDMC-G1およびDMC-GF1から引き続き、有効1,210万画素の4/3型Live MOSセンサーを搭載する。
タッチパネル式液晶モニターはレンズ交換式デジタルカメラでは初採用となるもので、ピントを合わせたい被写体をタッチすることでピントと明るさを自動で合わせ、シャッターを切る機能を有する。また、画像処理エンジンは新開発された「ヴィーナスエンジンHD2」を搭載する。

## 販売形式
DMC-G2K 標準ズームレンズキット
付属レンズはLUMIX G VARIO 14-42mm/F3.5-5.6 ASPH./MEGA O.I.S. H-FS014042
本体カラーはコンフォートレッド/コンフォートブルー/コンフォートブラック
DMC-G2W ダブルズームレンズキット
上記標準ズームレンズキットにLUMIX G VARIO 45-200mm/F4.0-5.6 ASPH./MEGA O.I.S. H-FS045200を追加したもの。
DMC-G2
レンズ無し、本体のみ。
本体カラーは、コンフォートブラックのみ。